# Kurt Friedrich Reinsch
Kurt Friedrich Reinsch (* 1895 in Kempten (Allgäu); † 1927 in München) war ein deutscher Hydrobiologe und Konstrukteur von Mikroskopen.

## Leben und Wirken
Reinsch war der jüngste Sohn des bayerischen Regierungsrates und Eisenbahningenieurs Friedrich August Reinsch und dessen Frau Anna Elisabeth, geborene Berg. Seine Schwester war die Dichterin Erika Spann-Rheinsch, sein Schwager der Philosoph Othmar Spann.
Nach dem Gymnasialbesuch in München begann Reinsch 1912 an der Ludwig-Maximilians-Universität ein Studium der Zoologie. Während des Ersten Weltkrieges diente er als Freiwilliger im preußischen Telegrafen-Bataillon Nr. 2. 1922 promovierte Reinsch zum Thema „Die Entomostrakenfauna in ihrer Beziehung zur Makroflora der Teiche“ zum Dr. phil. und nahm anschließend ichthyologische Forschungen an der Versuchsstation von Reinhard Demoll in München auf. 
Im Herbst 1923 verließ Reinsch als Leutnant der Reserve und Angehöriger eines Freikorps München.  Nach der Teilnahme am Biologenkongress in Innsbruck blieb er in Österreich und nahm seinen Wohnsitz in Wien. Dort wirkte er als Assistent Oskar Haempels an der Lehrkanzel für Hydrobiologie und Fischereiwirtschaftslehre der Hochschule für Bodenkultur. Hierbei unterstützte Reinsch Haempel auch bei dessen Forschungen zur Biologie der Alpenseen. 
1925 erhielt Reinsch eines Forschungsauftrag der isländischen Landbaugesellschaft Bunadarfjelag zur biologischen Untersuchung der Süßwasserflächen des Inselstaates. Während seiner ersten vierteljährigen Forschungsreise durch Island erlitt er zwei Reitunfälle, deren Folgen langanhaltende Schmerzen waren.
Nach der Rückkehr nach Wien begann er zusammen mit der Wiener Mikroskopfabrik C. Reichert mit der Entwicklung eines Taschenmikroskops für den Gebrauch im Kriegseinsatz. Seine zweite Islandreise musste Reinsch auf Grund starker Schmerzen abbrechen, und seine Forschungen blieben unvollendet. 1927 brachte Reichert das gemeinsam mit Reinsch entwickelte „Feldmikroskop Heimdall nach Reinsch“ auf dem Markt. Im selben Jahre ließ sich der Biologe das „Mikroskop mit kontinuierlich einstellbarer Blende“ patentieren.
Reinsch verstarb 1927 im Alter von 31 Jahren nach einer Operation in München an einem Krebsleiden.

## Publikationen
- Die Entomostrakenfauna in ihrer Beziehung zur Makroflora der Teiche, Dissertation, München 1922